# 菲利普·皮耶
菲利普·約瑟夫·皮耶（英語：Philip Joseph Pierre；1954年9月18日—），是一名聖盧西亞政治人物，於2011年至2016年任副總理，其後任反對黨領袖，直至2021年領導勞工黨贏得大選，因而出任圣卢西亚总理。